# 西格弗里德·林德贝里
西格弗里德·林德贝里（瑞典語：Sigfrid Lindberg，1897年3月25日—1977年1月4日），瑞典男子足球运动员，司职守门员。他曾代表瑞典国家队参加1924年夏季奥林匹克运动会足球比赛，获得一枚铜牌。